# Schei
Schèi è un termine veneto con il quale viene indicato in generale il denaro. 
La probabile etimologia del termine è piuttosto singolare. Ai tempi del regno Lombardo-Veneto (1815-1866), quando il Veneto si trovava sotto l'egemonia austriaca, erano in circolazione alcune monete su cui era riportata la scritta Scheidemünze cioè "moneta spicciola". Questa veniva pronunciata popolarmente come schèi - venetizzazione della prima parte della scritta tedesca - da cui poi derivò anche il singolare schèo per indicare la singola moneta.
Il termine è sopravvissuto sino all'epoca contemporanea. Il singolare, inoltre, indica per estensione qualcosa di piccole dimensioni, analogo all'italiano "soldo di cacio" (pìcolo fà un schèo, "piccolo come un soldo di cacio"), o anche una breve lunghezza, come un centimetro (spòstelo de vinti schèi, "spostalo di 20 cm"). Si usa il gergale èsar sensa schei per l'"essere senza soldi", mentre averghe cuatro schèi (avere "quattro soldi" - cioè non averne - in italiano) nel Veneto significa, con un eufemismo ed in senso ironico, averne molti.
La parola franco è stata usata per indicare una somma di denaro, associata più alle vecchie lire che all'euro, ma ancora in uso. Per cui trenta franchi erano trenta lire; 'na carta da mile (franchi) era una banconota da mille lire, ma rimane che averghe un franco significa ancora oggi "avere dei soldi". Il termine deriva da un'altra moneta austriaca, che riportava l'abbreviazione Franc., indicante il nome dell'imperatore Francesco Giuseppe.

### Esplicative
1. ↑  La vera pronuncia in tedesco standard sarebbe [ˈʃaɪdəmʏnt͡sə].

### Bibliografiche
1. ↑   Heinz Fengler, Transpress Lexikon Numismatik, Verlag für Verkehrswesen Berlin, 1988, ISBN 3-344-00220-1.
2. ↑   Schei, in Treccani.it – Vocabolario Treccani on line, Roma, Istituto dell'Enciclopedia Italiana..